# 大航海2020 〜恋より好きじゃ、ダメですか?ver.〜
『大航海2020 〜恋より好きじゃ、ダメですか?ver.〜』（だいこうかいニーゼロニーゼロ こいよりすきじゃ、だめですか?バージョン）は、高田夏帆が2019年7月10日にアリオラジャパンからリリースの1stCDシングル。

## 概要
中国放送で2019年4月3日から広島東洋カープ戦の中継が早く終わったときにのみ放送日未定で放送されている、RCCテレビ60年特別企画リリーフドラマ『恋より好きじゃ、ダメですか?』劇中歌として制作された楽曲。
初回生産限定盤（CD+DVD）と通常盤（CD）の2種形態でリリース。CD収録曲は共通。
ストリングスはカープ女子神3の天野恵が演奏している。
編曲は元ポルノグラフィティの白玉雅己が務めた。
表題曲であるトラック1は、UNICORNのスタジオ・アルバム『UC100V』収録曲「大航海2020」を、トラック2は、「それ行けカープ 〜若き鯉たち〜」を高田がそれぞれカバーしたもの。
Music Video“広島篇”のディレクターは、ドラマ『恋より好きじゃ、ダメですか?』監督の畔柳恵輔が務め、オール広島ロケで撮影された。
また、ヨットに乗って東京で撮影が行われた新たなMusic Video“海の上で篇”も収録されている。
所属レコード会社のSMEJから誕生日プレゼントされ未経験から約1カ月猛練習したという赤のエレクトリック・ギター（ピックガードは白）をかき鳴らしCDリリース記念イベントを行った。
2019年10月2日、高田が主演し劇中歌である表題曲を歌唱したテレビドラマ『恋より好きじゃ、ダメですか?』（中国放送）が、日本最大級のアワード「2019 59th ACC TOKYO CREATIVITY AWARDS」のメディアクリエイティブ部門で総務大臣賞／ACCグランプリを受賞。同年末開催の第61回 日本レコード大賞 企画賞を受賞。

## 収録曲
CDは共通、DVDは初回盤のみ付属。

### CD
1. 大航海2020 〜恋より好きじゃ、ダメですか?ver.〜
  - 作詞・作曲：EBI / 編曲：白玉雅己・中村タイチ（bluesofa）
2. それ行けカープ（若き鯉たち）
  - 作詞：有馬三恵子 / 作曲：宮崎尚志 / 編曲：白玉雅己・中村タイチ（bluesofa）
3. 大航海2020 〜恋より好きじゃ、ダメですか?ver.〜 instrumental
4. それ行けカープ（若き鯉たち）instrumental

### DVD
- 大航海2020 〜恋より好きじゃ、ダメですか?ver.〜 Music Video 広島篇
  - Director：畔柳恵輔
- 大航海2020 〜恋より好きじゃ、ダメですか?ver.〜 Music Video 海の上で篇
- 大航海2020 〜恋より好きじゃ、ダメですか?ver.〜 Music Video 広島篇 Making Movie
- 大航海2020 〜恋より好きじゃ、ダメですか?ver.〜 レコーディング Making Movie
- それ行けカープ（若き鯉たち） 写真撮影 Making Movie
- それ行けカープ（若き鯉たち） レコーディング Making Movie

## クレジット
大航海2020 〜恋より好きじゃ、ダメですか?ver.〜〜
- Guitar & All Other Instruments：中村タイチ
- Bass：白玉雅己
- Violin：天野恵
- Recorded & Mixed by サカタコスケ at HINATA Studio

それ行けカープ（若き鯉たち）
- Guitar & All Other Instruments：中村タイチ
- Bass：白玉雅己
- Recorded & Mixed by サカタコスケ at HINATA Studio

## タイアップ
- RCCテレビ60年特別企画リリーフドラマ『恋より好きじゃ、ダメですか?』劇中歌（2019年4月3日 - 9月21日、中国放送）

## キャンペーン
高田夏帆『大航海2020 〜恋より好きじゃ、ダメですか?ver.〜』発売記念 フリーライブ & CD購入者対象特典会
- 2019年7月9日 東京都渋谷区：HMV&BOOKS SHIBUYA
- 2019年7月10日 広島県広島市南区：広島駅南口地下広場
- 2019年7月11日 広島県広島市南区：フタバ図書GIGA広島駅前店
- 2019年7月12日 広島県安芸郡府中町：イオンモール広島府中
- 2019年7月13日 広島県広島市中区：広島グリーンアリーナ ひろしまライフスタイル博2019
- 2019年7月13日 広島県広島市中区：エディオン広島本店 東館9階特設コーナー
- 2019年7月14日 東京都渋谷区：渋谷マルイ8Fイベントスペース
- 2019年7月15日 神奈川県横浜市：タワーレコード横浜ビブレ店

高田夏帆『大航海2020 〜恋より好きじゃ、ダメですか?ver.〜』発売記念 フリーライブ & CD購入者対象特典会 延長戦にして最終戦
- 2019年9月1日 埼玉県越谷市：イオンレイクタウン mori 1F 木の広場

## テレビ出演歌唱
- TBSテレビ「PLAYLIST」（2019年6月25日）テレビ初歌唱
- RCCテレビ「RCCテレビ69年「ライスタLIVE!2019」」（2019年7月13日）生放送歌唱
- TBSテレビ「CDTVスペシャル!年越しプレミアライブ 2019 ⇒ 2020」（2019年12月31日）生放送歌唱

## 受賞
- 第61回 日本レコード大賞 企画賞